# Nyeső Mari
Nyeső Mária (Keszthely, 1967. november 15. –) magyar énekes, gitáros, zeneszerző, szövegíró.

## Életpályája
Nyeső Mária Keszthelyen született 1967. november 15-én Nyeső József és Tolvéth Ildikó gyermekeként. 1992-1996 között a Budapesti Tanítóképző Főiskola hallgatója volt. Hegedűn, zongorán, majd gitáron tanult. 1978-ban a Fehérvári Dalos Találkozón tűnt fel először. 1983-tól a Magyar Rádió, 1994-1995 között a Magyar Televízió dalaiból felvételeket készített. 1986-ban a siófoki Interpop-fesztivál különdíjasa volt. 1986-ban Ofélia szerepét énekli Nagy Feró Hamlet című nagylemezén. 1987-ben kislemeze, 1992-ben Nyeső című kazettája jelent meg. 1995-1996 között hangjátékokhoz szerzett zenét. 1996 óta a Kolibri Színházban tart önálló esteket. 2000-ben Az én kis bigbendem című lemeze jelent meg. 2009-ben jelent meg Meteorológus, 2014-ben a Hagyj szabadon című albuma.

## Színházi munkái
- Cselényi Béla: Nyuszi-mesék (1995)
- Békés: Spárga tengeralattjáró (2000)
- Ende: Ilka titka (2003)
- Karinthy: Róbert Gida és barátai (2004, 2008)
- Kalandok a Százholdas pagonyban (2007)

## Lemezei
- Nyeső (1992)
- Az én kis bigbendem (2000)
- Meteorológus (2009)
- Hagyj szabadon (2014)

## Díjai
- eMeRTon-díj (1992)